# Alta Idrettsforening
L'Alta Idrettsforening è una società calcistica norvegese con sede ad Alta. Nella stagione 2014 milita nella 2. divisjon, la terza serie del calcio norvegese. Gioca le partite casalinghe all'Alta Idrettspark, oppure al Finnmarkshallen (campo indoor) quando le condizioni meteo non permettono di giocare all'aperto. Il record di spettatori è di circa 3.000 paganti, in una sfida contro il Rosenborg del 1995. Trond Fredrik Ludvigsen e Tore Reginiussen sono due dei calciatori più noti ad aver vestito questa maglia.

## Palmarès

### Competizioni nazionali
- 2. divisjon: 4

2002 (gruppo 4), 2004 (gruppo 4), 2007 (gruppo 4), 2013 (gruppo 2)

### Altri piazzamenti
- 2. divisjon:

Secondo posto: 2000 (gruppo 8), 2006 (gruppo 4)

## Rosa
Rosa aggiornata al 17 agosto 2017.
| N. |                     | Ruolo | Calciatore          |
| -- | ------------------- | ----- | ------------------- |
| 1  | Lettonia (bandiera) | P     | Māris Eltermanis    |
| 3  | Norvegia (bandiera) | D     | Øyvind Veseth Olsen |
| 4  | Norvegia (bandiera) | D     | Mats Frede Hansen   |
| 5  | Norvegia (bandiera) | D     | Andreas Markussen   |
| 6  | Norvegia (bandiera) | D     | Thomas Braaten      |
| 7  | Norvegia (bandiera) | C     | Dag Andreas Balto   |
| 8  | Norvegia (bandiera) | A     | Magnus Nikolaisen   |
| 11 | Norvegia (bandiera) | A     | Eirik Lund Holm     |
| 12 | Norvegia (bandiera) | A     | Vegard Braaten      |
| 10 | Senegal (bandiera)  | C     | Makhtar Thioune     |

| N. |                     | Ruolo | Calciatore            |
| -- | ------------------- | ----- | --------------------- |
| 14 | Norvegia (bandiera) | C     | Felix Jacobsen        |
| 16 | Norvegia (bandiera) | D     | Aleksander Bjørnvåg   |
| 17 | Norvegia (bandiera) | C     | Vebjørn Skorpen       |
| 19 | Norvegia (bandiera) | D     | Runar Overvik         |
| 21 | Spagna (bandiera)   | P     | Dani Mederos          |
| 22 | Norvegia (bandiera) | P     | Alexander Ellingsen   |
| 23 | Norvegia (bandiera) | C     | Christian Reginiussen |
| 26 | Norvegia (bandiera) | C     | Marco Johannessen     |
| –– | Ghana (bandiera)    | C     | Aziz Idris            |
| –– | Croazia (bandiera)  | C     | Srđan Vidaković       |